# Grigore Malciu
Grigore Malciu (n. 1 noiembrie 1901, Caracal – d. 15 noiembrie 1950), Colonia de muncă Peninsula) a fost un jurnalist român, fondator și director al ziarului Informația zilei. Condamnat ca deținut politic în 1949, a murit din cauza cumplitelor condiții de viață din lagărele de muncă comuniste.

## Biografie
A urmat Facultatea de Teologie, la care a fost coleg cu Tudor Arghezi.
Este co-fondatorul ziarului cotidian Informația zilei din București, la care a avut funcția de director între anii 1942 și 1944.
Între aprilie și octombrie 1943, Grigore Malciu îi oferă poetului Tudor Arghezi rubrica permanentă intitulată „Bilete de papagal” pentru a publica pamflete sale. În ediția 624, datată pe 30 septembrie 1943, publică pamfletul scris de Tudor Arghezi intitulat Baroane. În acest pamflet este caricaturizat baronului Manfred von Killinger, ambasadorul Germaniei hitleriste la București.
Este arestat la 31 martie 1949, împreună cu frații Dochia Malciu și Emil Malciu, sub pretextul că în 1947, au fost de față la citirea unui manifest anticomunist către intelectuali, în casa scriitorului Mircea Damian. A fost dus alături de frații săi la camera 8 a Penitenciarului Jilava unde a fost condamnat la 7 ani de închisoare pentru răspândire de informații subversive.
A decedat în Colonia de muncă Peninsula la 15 noiembrie 1950, înainte de ispășirea pedepsei din cauza cumplitelor condiții de viață din lagăr.